# 古斯莱

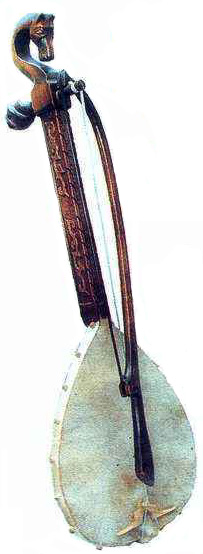
塞爾維亞的古斯莱

古斯莱（克羅埃西亞語：Gusle，塞爾維亞語：Гусле，保加利亞語：Гусла），又譯作古斯勒或古斯里，是一種流傳於巴爾幹半島地區的弓弦樂器，它多半搭配演奏者的歌聲來演唱，是東歐地區民間的一種說唱藝術，樂器大多為一根絃，少數地區使用兩根絃，弓弦由馬尾製作，演奏時放在兩腿間演奏。

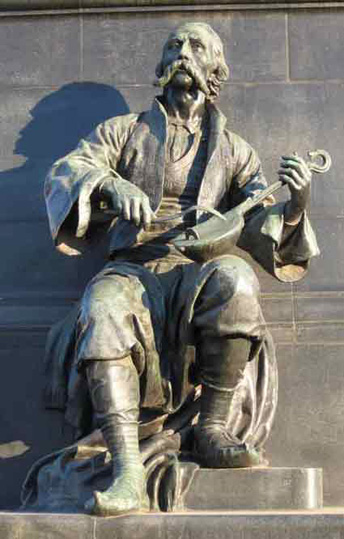
菲利普·维什尼奇（1767-1834），塞爾維亞的盲人古斯莱琴師